# Панама-Сити (Флорида)
Па́нама-Си́ти (англ. Panama City) — город и окружной центр округа Бей в штате Флорида, США. По данным переписи 2010 года, население города составило 36 484 человека.

## Название
Полуофициальная история города A History of Panama City, выпущенная публичной библиотекой Панама-Сити сообщает о том, что первоначально город носил название Харрисон. Джордж Мортимер Уэст дал городу его нынешнее название, потому что он находится на прямой линии между Чикаго и городом Панама в Центральной Америке. Изменение названия города произошло во время строительства Панамского канала как способ поддерживать интерес СМИ в надежде получить содействие в развитии недвижимости округа Бей.[стиль]

## Демография

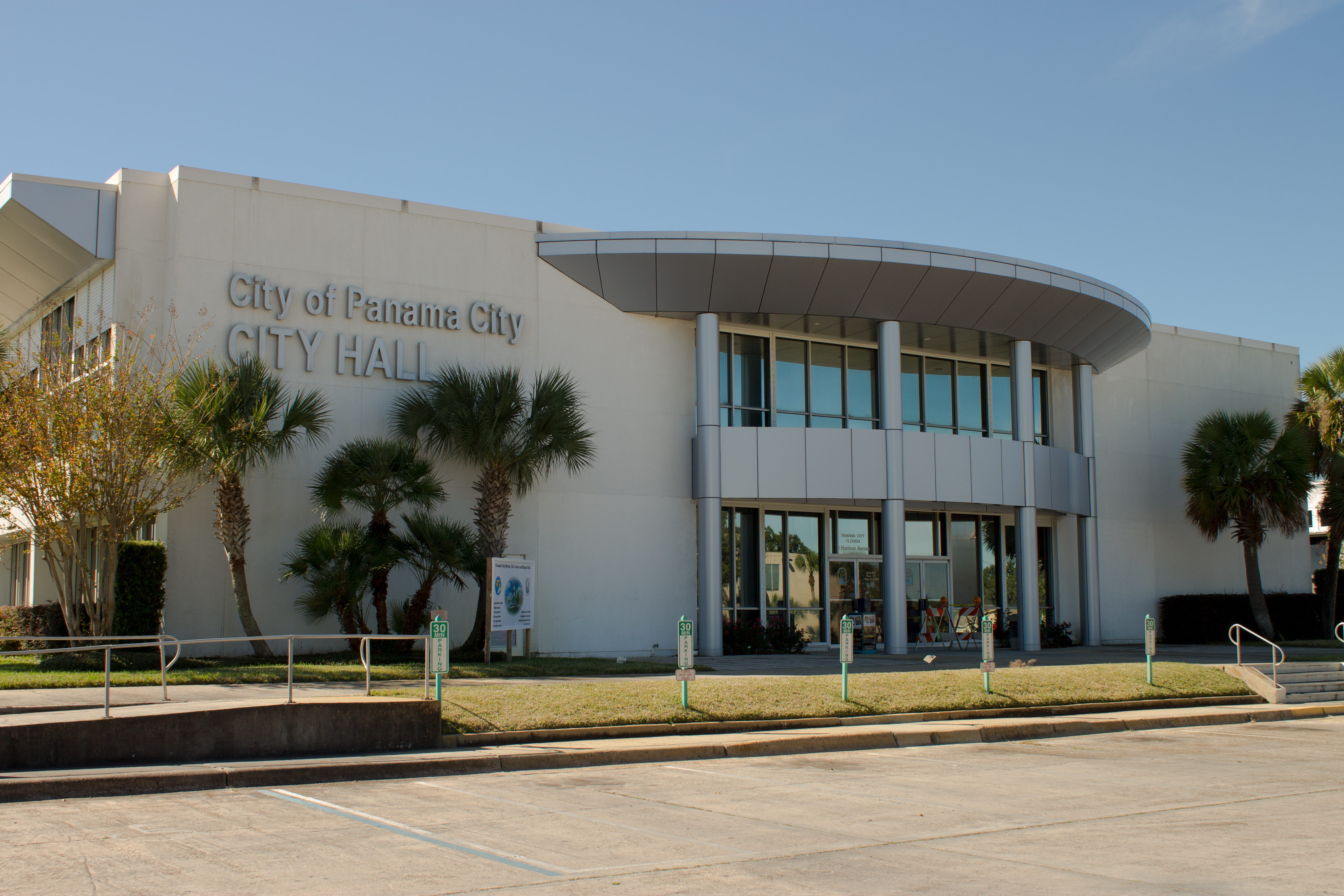
Мэрия Панама-Сити в ноябре 2013 года

По данным переписи 2010 года, население Панама-Сити составило 36 484 человека, также большую половину составляет Панама Сити Бич (город на пляже, соединенный мостом от города Панама Сити) с численностью  18,094 человека.
Имеется 14 792 домашних хозяйств и 8 613 семей, проживающих в городе. Расовый состав города: 71,6% белые, 22,0% афроамериканцы, 1,6% азиаты, 0,5% коренные американцы, 0,1% жители тихоокеанских островов, 2,9% две и более рас и 5,1% испанцы или латиноамериканцы.
В городе насчитывалось 14 792 семей, из которых 23,6% имели детей в возрасте до 18 лет, проживающих с ними, 36,3% супружеские пары, 6,8% женщины, проживающие без мужей, и 41,8% не имели семьи. 34,1% из всех домохозяйств составляли отдельные лица и 13,0% одинокие люди в возрасте 65 лет и старше.
Возрастной состав Панама-Сити: 20,7% лица в возрасте до 18 лет, 10,2% от 18 до 24 лет, 25,9% от 25 до 44 лет, 26,9% от 45 до 64 лет и 16,3% от 65 лет и старше. Средний возраст составил 39,7 лет.

## География
По данным Бюро переписи населения США, площадь города составляет 91,8 км², из которых 75,8 км² занимает суша и 16,0 км² вода.

### Климат
В Панама-Сити влажный субтропический климат с короткой, мягкой зимой и длинным, жарким и влажным летом. В январе температура опускается до 3°C, а летом поднимается до 33°C, хотя зимой 2010 года температура упала до -9°C.
На город часто воздействуют ураганы, один из которых, ураган Эрл, в 1998 году принёс ветры превышающие 130 км/ч.Последний ураган Майкл был амплитудой в 5 баллов из 5 в 2016 году, принесший большой погром в Панама Сити.
| Показатель                     | Янв. | Фев. | Март | Апр. | Май | Июнь | Июль | Авг. | Сен. | Окт. | Нояб. | Дек. | Год  |
| ------------------------------ | ---- | ---- | ---- | ---- | --- | ---- | ---- | ---- | ---- | ---- | ----- | ---- | ---- |
| Средний суточный максимум, °C  | 17   | 19   | 23   | 27   | 30  | 33   | 33   | 33   | 31   | 28   | 23    | 19   | 26,3 |
| Средний суточный минимум, °C   | 3    | 5    | 8    | 11   | 16  | 20   | 22   | 22   | 20   | 13   | 8     | 4    | 12,7 |
| Источник: www.world-guides.com |      |      |      |      |     |      |      |      |      |      |       |      |      |

## Экономика

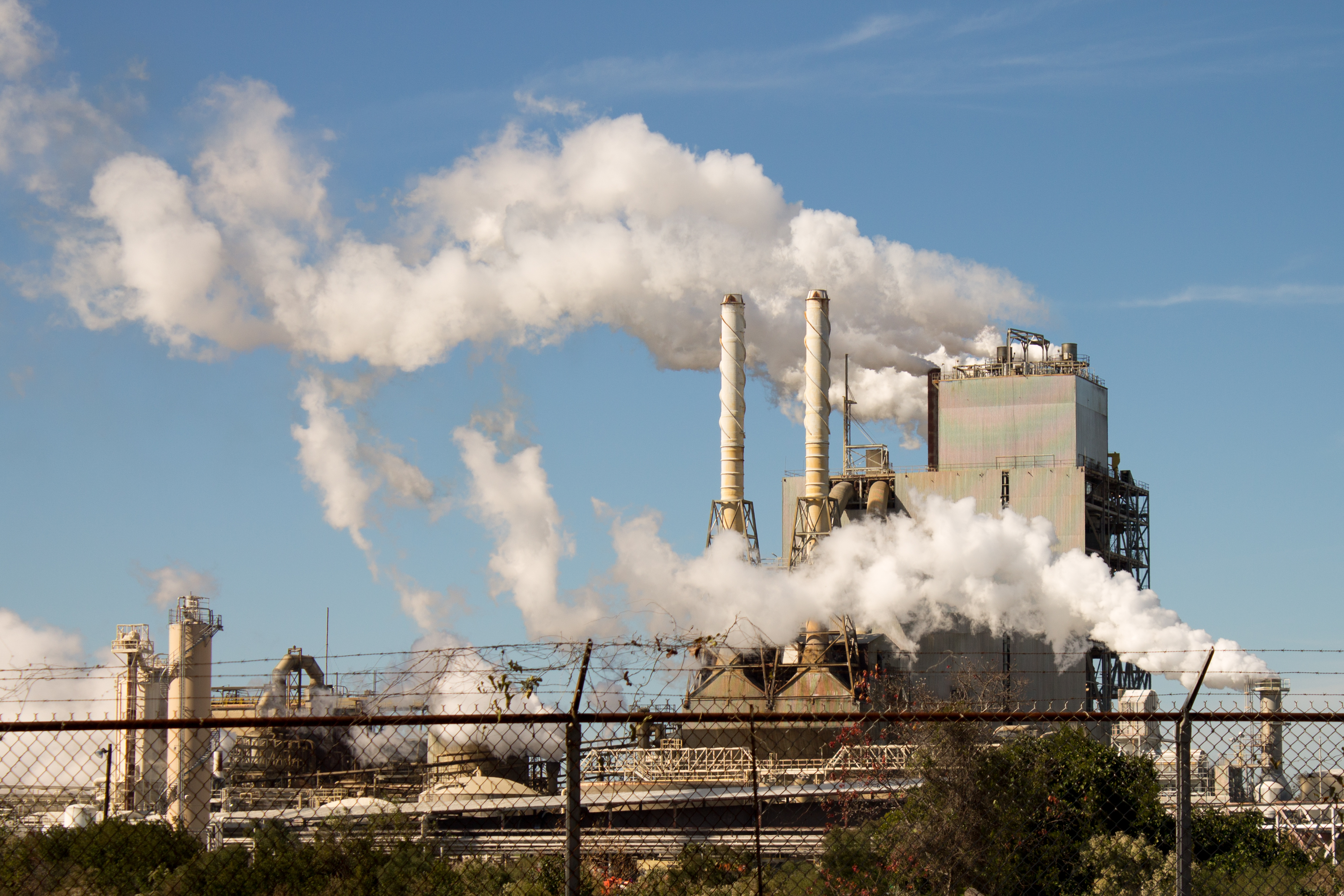
The Rock-Tenn Factory

### Личный доход
По данным переписи 2000 года средний доход на домашнее хозяйство в городе составил $31 572, а средний доход на семью $40 890. Мужчины имеют средний доход в размере $30 401, а женщины $21 431. Доход на душу населения в городе составил $17 830. Около 12,1% семей и 17,2% населения были ниже черты бедности, из них 24,5% моложе 18 лет и 14,9% в возрасте 65 лет и старше.

### Промышленность
Основными предприятиями в районе округа Бей являются Gulf Power, Eastern Shipbuilding, Rock-Tenn (раньше Smurfit-Stone Container) и Arizona Chemical.

### Недвижимость
В 2006 году Панама-Сити был признан журналом Business 2.0 лучшим местом для инвестиций в недвижимость.

### Розничная торговля
Основным розничным центром города является Panama City Mall.

## Образование
Государственные школы Панама-Сити находятся под управлением Bay District Schools. Частные школы включают Holy Nativity Episcopal School и Covenant Christian School. В городе располагаются спутниковые кампусы Florida State University Panama и Troy University.